# Farmen VIP (säsong 2)
Farmen VIP 2019 är säsong två av kändisversionen av TV-serien Farmen som sänts på TV4.  Programledare var återigen Paolo Roberto. Säsongen visades på måndagar mellan 11 mars och 13 maj 2019.

## Deltagare
- Amir Akrouti
- Frank Andersson (lämnade farmen i avsnitt 1 på grund av sjukdom)
- Sigrid Bernson (Vinnare)
- Felicia Book (lämnade farmen i avsnitt 1 på grund av skada)
- Dogge Doggelito
- Per Fosshaug
- Regina Lund
- Vlad Reiser
- Anna Sahlene
- Saga Scott